# Осьно-Любуське
Осьно-Любуське (пол. Ośno Lubuskie, нім. Drossen) — місто в західній Польщі, на річці Ленча.
Належить до Слубіцького повіту Любуського воєводства.

## Демографія
Демографічна структура станом на 31 березня 2011 року:
|          | Загалом | Допрацездатний вік | Працездатний вік | Постпрацездатний вік |
| -------- | ------- | ------------------ | ---------------- | -------------------- |
| Чоловіки | 1879    | 384                | 1347             | 148                  |
| Жінки    | 2018    | 412                | 1221             | 385                  |
| Разом    | 3897    | 796                | 2568             | 533                  |